# Steve McQueen

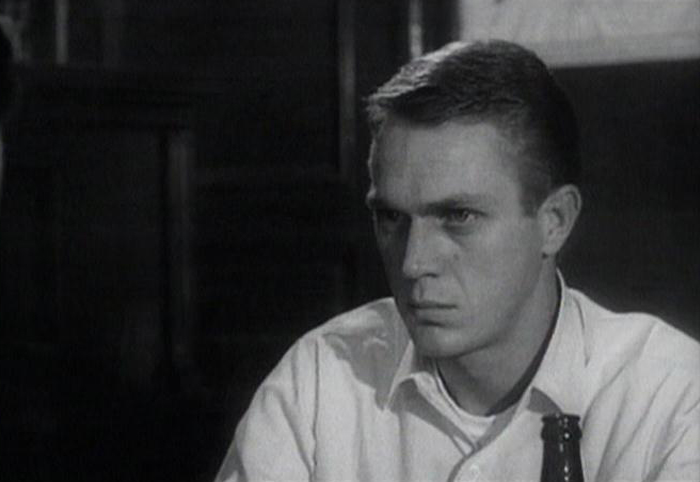
Steve McQueen în 1959

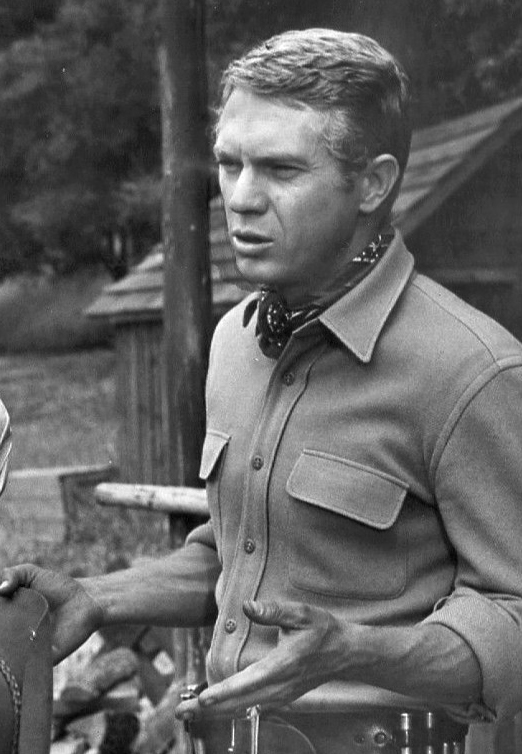
Steve McQueen în serialul TV Wanted Dead or Alive (1959)

Steve McQueen (născut Terence Steven McQueen la 24 martie 1930 – d. 7 noiembrie 1980) a fost un actor american de film. Era supranumit "The King of Cool" iar într-un interviu, Bruce Lee (care i-a fost și antrenor) a făcut referire la McQueen folosind sobrichetul "son of a gun". A jucat în filme precum The Cincinnati Kid, Bullitt, Cei șapte magnifici.În 1974 devine starul cel mai bine plătit din lume, deși nu a mai jucat în filme după asta timp de patru ani. McQueen discuta mai mereu în contradictoriu cu regizorii, venea cu sugestii și prefera ca în filme să aibă replici scurte, mizând mai mult pe impactul vizual.

## Biografie
Steve s-a născut pe 24 martie 1930, undeva în Beech Grove, Indiana. Tatăl lui, William Terence McQueen, pilot acrobat, a părăsit-o pe mama lui Steve, Julia Ann, după șase luni de concubinaj. Julia era alcoolică și ocazional prostituată. Aflată în imposibilitatea de a se îngriji de un copil, mama l-a lăsat în grija bunicilor (Victor și Lillian) în 1933, în Slater, Missouri. După sfârșitul marii crize economice, bunicii și nepotul se mută la  ferma unchiului, Claude din Slater care urma să fie persoana cea mai apropiată din copilăria lui Steve.
McQueen își amintește de o tricicletă roșie primită cadou de ziua lui, când împlinea 4 ani, de la unchiul Claude, tricicletă care avea să îi inspire pasiunea pentru curse. La vârsta de 8 ani este luat acasă de mama lui care locuia cu noul soț în Indianapolis. McQueen ține minte momentul când a părăsit ferma : "În ziua în care am plecat de la unchiul meu, el mi-a lăsat un ceas de buzunar din aur cu inscripția: Lui Steve - care a fost un fiu pentru mine."
Dislexic, parțial fără auz din cauza unei infecții a urechii din perioada copilăriei, McQueen nu s-a adaptat de minune la noua viață. Mereu era bătut de tatăl vitreg încât, la vârsta de 9 ani, Steve fuge de acasă și alege o viață de stradă. Intră într-o bandă și ajunge să facă infracțiuni minore, astfel mama lui îl trimite pe Steve înapoi în Slater. Când împlinește 12 ani, Julia trimite o scrisoare în care îl roagă pe unchiul Claude să i-l dea înapoi pe Steve ca să se mute împreună în California, unde ea s-a măritat a doua oară. Cumva ajunge din nou la divorț ca să se mărite pentru a 3-a oară.

## Filmografie
- 1956 Cineva acolo sus mă iubește (Somebody Up There Likes Me), regia Robert Wise
- 1960 Cei șapte magnifici (The Magnificent Seven), regia: John Sturges
- 1962 Iadul e pentru eroi (Hell Is for Heroes), regia Don Siegel
- 1963 Marea evadare (The Great Escape), regia John Sturges
- 1965 The Cincinnati Kid, regia Norman Jewison
- 1966 Nevada Smith, regia Henry Hathaway
- 1968 Locotenentul Bullitt (Bullitt), regia Peter Yates
- 1969 Hoinarii (The Reivers), regia Peter Yates
- 1971 Le Mans, regia Lee H. Katzin
- 1972 Bonner fiul (Junior Bonner), regia Sam Peckinpah
- 1972 Lovitura (The Getaway), regia Sam Peckinpah
- 1973 Papillon, regia Franklin J. Schaffner
- 1974 Infernul din zgârie-nori	(The Towering Inferno), regia John Guillermin
- 1979 Vestul sălbatic (The Wild West), regia Laurence Joachim
- 1980 Tom Horn (Tom Horn), regia William Wiard
- 1980 Vânătorul (The Hunter), regia Buzz Kulik